# Xã Ottawa, Quận Le Sueur, Minnesota
Xã Ottawa (tiếng Anh: Ottawa Township) là một xã thuộc quận Le Sueur, tiểu bang Minnesota, Hoa Kỳ. Năm 2010, dân số của xã này là 283 người.